# Balkvergelijking van Euler-Bernoulli

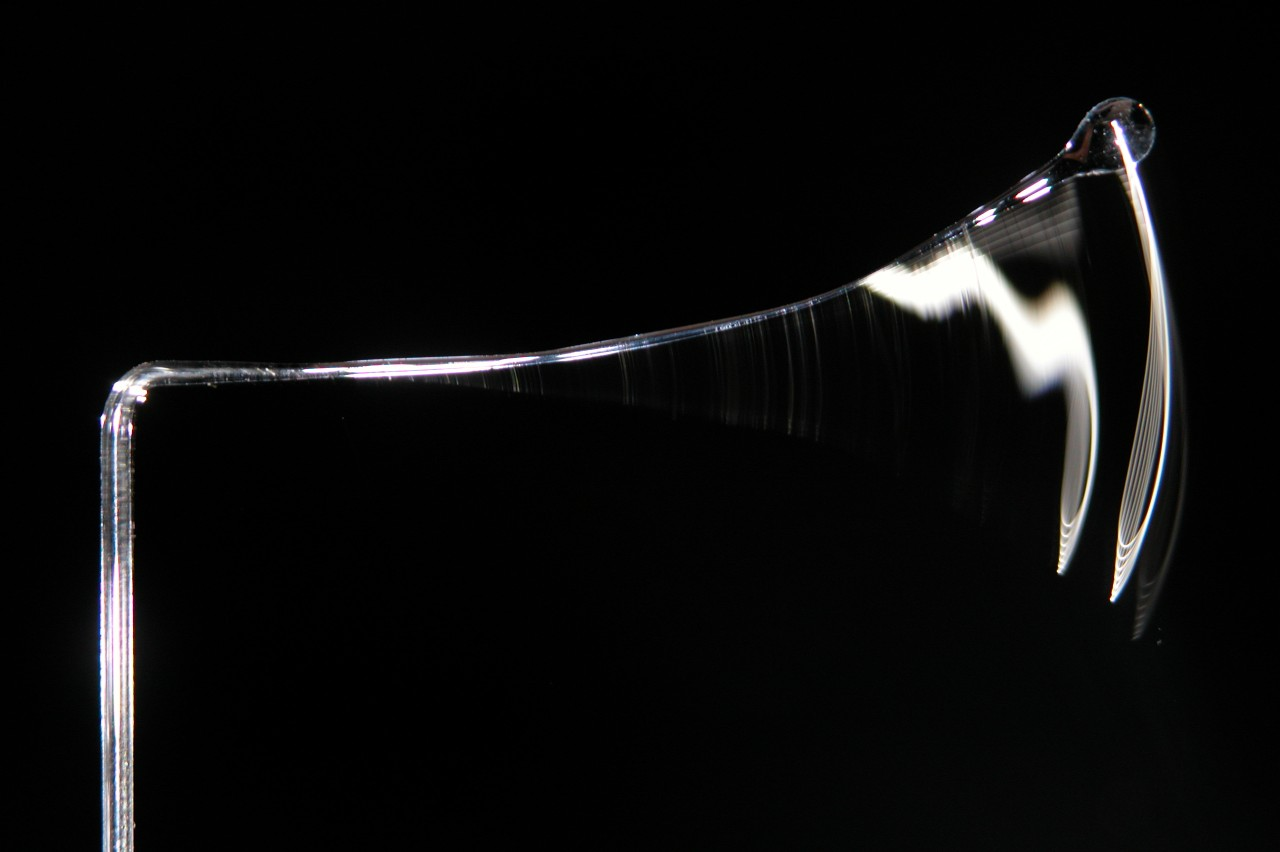
Deze vibrerende glasbalk kan worden gemodelleerd als een vrijdragende balk onder versnelling, met variabele lineaire dichtheid, variabele sectiemodulus, een zekere soort van dissipatie, veerkrachtige eindlading en eventueel een puntmassa aan het vrije uiteinde.

De balkvergelijking van Euler-Bernoulli (ook bekend als klassieke balktheorie of gewoon balktheorie) is een vereenvoudiging van de lineaire elasticiteitstheorie. De balktheorie biedt een middel om de dragende en doorbuigende eigenschappen van balken te berekenen. De theorie heeft betrekking op kleine doorbuigingen van een balk die alleen aan dwarskrachten wordt onderworpen. Het is dus een speciaal geval van de Timoshenko-balktheorie, die zich ook rekenschap geeft van schuifvervorming en die van toepassing is voor dikke balken.

## De vergelijking
Een balk die lang is vergeleken met de doorsnede, is opgelegd op twee steunpunten, waarvan een vast is en de andere beweeglijk. De x-as verloopt langs de balk met de oorsprong in het vaste oplegpunt. De balk is belast met een verdeelde belasting {\displaystyle q(x)}, met andere woorden een kracht per eenheid van lengte; deze verdeelde belasting kan een functie zijn van de positie {\displaystyle x}. De doorbuiging van de balk in de richting loodrecht op de balk op positie {\displaystyle x} wordt beschreven door de functie {\displaystyle w(x)}. De klassieke balkvergelijking is:
{\displaystyle {\frac {\mathrm {d} ^{2}}{\mathrm {d} x^{2}}}\left(EI{\frac {\mathrm {d} ^{2}w}{\mathrm {d} x^{2}}}\right)=q(x)}
Daarin is {\displaystyle E} de elasticiteitsmodulus en {\displaystyle I} het oppervlaktetraagheidsmoment van de balk. Het product {\displaystyle EI} wordt de buigstijfheid genoemd. De tweede afgeleide van de doorbuiging, {\displaystyle {\frac {\mathrm {d} ^{2}w}{\mathrm {d} x^{2}}}}, heeft een fysische betekenis: het is de kromming van de balk. 
De balkvergelijking kan in een andere vorm geschreven worden door deze twee maal te integreren:
{\displaystyle M=-EI{\frac {\mathrm {d} ^{2}w}{\mathrm {d} x^{2}}}}
Of in woorden: het buigmoment in de balk is gelijk aan het product van de buigstijfheid en de kromming.
De klassieke balkvergelijking geeft een verband tussen de belasting van een balk en de doorbuiging. Er is ook een verband tussen de belasting van de balk en de maximale trek- of drukspanning in een balk: zie weerstandsmoment.

## Geschiedenis
De eerste aanzet voor de balktheorie werd gegeven door Jakob Bernoulli. Later, rond 1750 de eerste werkbare theorie opgesteld door Daniel Bernoulli en Leonhard Euler. Pas sinds de tweede helft van de 19e eeuw wordt de theorie op grote schaal toegepast, als eerste bij de ontwikkeling van de Eiffeltoren en reuzenraden. Na deze succesvolle demonstraties werd de balkentheorie een hoeksteen van de techniek en een enabler van de Tweede industriële revolutie.
Intussen zijn aanvullende analyse-instrumenten, zoals de plaattheorie en de eindige-elementenmethode ontwikkeld, maar de eenvoud van de balktheorie maakt het een belangrijk instrument in de natuurwetenschappen, met name in de civiele techniek en werktuigbouwkunde.

## Voetnoten
1. ↑  (en)  Timosjenko, S., (1953), History of strength of materials (Geschiedenis van de sterkte van de materialen), McGraw-Hill in New York.
2. ↑  (en)  Truesdell, C., (1960), The rational mechanics of flexible or elastic bodies 1638-1788 (De rationele mechanica van flexibele of elastische lichamen 1638-1788), Venditioni Exponunt Orell Füssli Turici.